# Wiktory 2006
Nagrody Wiktorów za rok 2006
22. edycję gali, która odbyła się 3 czerwca 2007 roku w hotelu Sofitel Victoria, transmitowała telewizja TVN. Uroczystość prowadził Maciej Orłoś.

## Lista laureatów
| Kategoria                                            | Laureat                                                                        |
| ---------------------------------------------------- | ------------------------------------------------------------------------------ |
| Najpopularniejszy polityk                            | Radosław Sikorski                                                              |
| Najwyżej ceniony dziennikarz, komentator, publicysta | Tomasz Lis                                                                     |
| Najpopularniejszy aktor telewizji                    | Borys Szyc                                                                     |
| Piosenkarz lub artysta estrady                       | Piotr Rubik                                                                    |
| Najlepszy prezenter lub spiker telewizyjny           | Maciej Orłoś                                                                   |
| Twórca najlepszego programu                          | Tomasz Sekielski i Andrzej Morozowski                                          |
| Największa osobowość telewizyjna                     | Wojciech Mann                                                                  |
| Odkrycie telewizyjne roku                            | Tomasz Sianecki i Grzegorz Miecugow                                            |
| Najpopularniejszy sportowiec                         | Reprezentacja Polski w piłce siatkowej mężczyzn                                |
| Wiktor Publiczności                                  | Robert Janowski                                                                |
| Super Wiktor za całokształt osiągnięć otrzymali      | Ilona Łepkowska, Tadeusz Lampka, Jerzy Maksymiuk, Edward Miszczak i Tomasz Lis |
| Super Wiktor Specjalny                               | Krzysztof Kolberger                                                            |